# Jerome Bixby
Pour les articles homonymes, voir Bixby.
Œuvres principales
- C’est vraiment une bonne vie (scénario de The Man from Earth)

Drexel Jerome Lewis Bixby, né le 11 janvier 1923 à Los Angeles et mort le 28 avril 1998 à San Bernardino en Californie, est un écrivain, scénariste et éditeur américain. Il écrivit principalement de la science-fiction.

## Biographie
Jerome Bixby a commencé une carrière de pianiste classique, composant également de la musique de chambre. Il s'est aussi intéressé à la peinture, et a été rédacteur en chef de plusieurs périodiques et scénariste de télévision et de cinéma, activité à laquelle il a consacré le plus de temps.
Il fut l'éditeur de Planet Stories depuis l'été 1950 jusqu'au mois de juillet 1951, et de Two Complete Science Adventure Novels de l'hiver 1950 jusqu'au mois de juillet 1951.

## Filmographie

### comme scénariste
- 1958 : Tales of Frankenstein (TV)
- 1958 : La Fusée de l'épouvante (It! The Terror from Beyond Space)
- 1958 : Curse of the Faceless Man (en)
- 1958 : The Lost Missile (en)
- 1963 : Massacre pour un fauve (Rampage)
- 1966 : Le Voyage fantastique (Fantastic Voyage) de Richard Fleischer
- 1967 : Star Trek - épisode 4 de la saison 2 - Miroir
- 1983 : La Quatrième Dimension (épisode no 3)
- 2007 : The Man from Earth (auteur original)

### comme compositeur
- 2000 : Cross

## Œuvres littéraires
- La Meilleure des vies, 1961 ((en) It's a Good Life, 1953)Rééditée en 1975 sous le titre C’est vraiment une bonne vie
- Ancien Testament, 1966 ((en) Old Testament, 1964)

### Récompenses et nominations
- 1954 : nomination au prix Hugo de la meilleure nouvelle courte pour It's A Good Life.